# Шарджа (емірат)

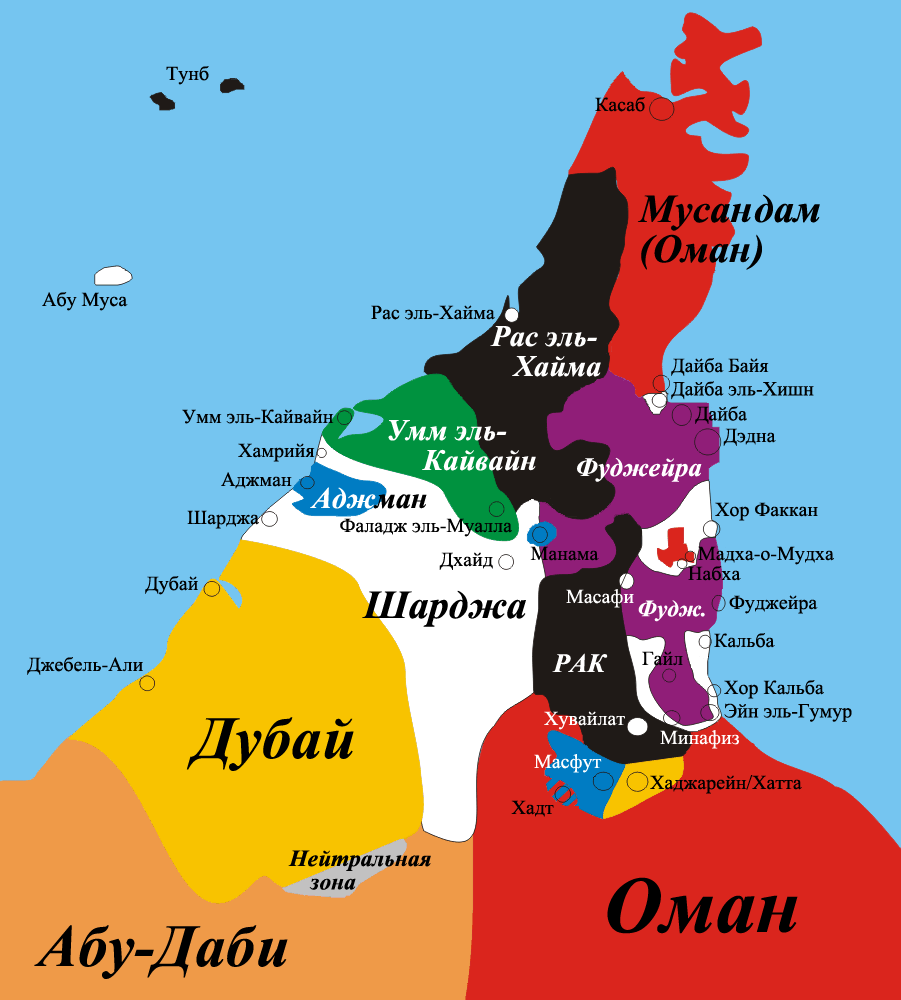
ексклави Оману і ОАЕ
Оман
Абу-Дабі (ОАЕ)
Дубай (ОАЕ)
Шарджа (ОАЕ)
Аджман (ОАЕ)
Умм-ель-Кайвайн (ОАЕ)
Рас-ель-Хайма (ОАЕ)
Фуджейра (ОАЕ)

Шарджа — (араб. الشارقة) — емірат у складі ОАЕ.
- Столиця — Шарджа.
- Площа — 2590 км², населення — 895 252 осіб (2008 рік).

Емірат містить анклави на сході країни: Кальба, Дібба-аль-Хісн і Хор-Факкан. Поруч зі столицею Шарджею розташоване друге за розміром місто в ОАЕ Дубай. Символічним кордоном між містами є дорожня розв'язка, що знаходиться наполовину у Шарджі, а наполовину у Дубаї. Коли на цьому мосту відбувається аварія, то приїжджають поліціянти обох еміратів.

## Географія та адміністративний поділ
Шарджа є третім за площею еміратом ОАЕ. Емірат поділяється на 3 території: місто Шарджа, Центральний регіон та Східний регіон. Перші дві території утворюють основну частину емірату, що виходить до Перської (Арабської) затоки та охоплює пустельні ландшафти. Східний регіон складається з 4 ексклавів: Дібба-аль-Хісн, Хор-Факкан, Кальба та Нахва. Усі, крім Нахви, розташовані на узбережжі Аравійського моря та межують з еміратом Фуджайра. Усі також межують з різними територіями Оману.
Центральний регіон містить 4 муніципалітети: Аль-Батаєх, Дхаїд, Мілеха та Аль-Мадам. Місто Шарджа складається з власне муніципалітету Шарджа та муніципалітету Хамрія. Східний регіон поділяється на 3 муніципалітети: Кальба, Хор-Факкан та Дібба-аль-Хісн.

## Історія
Історично Шарджа була одним з найбагатших міст у регіоні. Перші поселення були засновані понад 5000 років тому. На початку XVIII століття клан Аль-Касімі (Плем'я Хувала) закріпився у Шарджі і близько 1727 року оголосив свій суверенітет.
8 січня 1820 року шейх Султан I бін Сакра аль-Касімі підписав Основний морський договір з Британією, і прийняв британський протекторат для захисту від Османської імперії.
2 грудня 1971 року шейх Халід III бін Мухаммад аль-Касімі підписав угоду про входження Шарджі до складу об'єднаної держави — Об'єднаних Арабських Еміратів. Як і інші емірати, що увійшли до складу ОАЕ, емірат Шарджа був широко відомий колекціонерам поштових марок, тому що поштовим міністерством Шарджа було випущено величезну кількість марок незадовго до заснування ОАЕ. Багато які з марок ніколи не використовувалися у країнах, чиї імена вони носять, тому більшість з них не включені у відомі каталоги поштових марок.
13 серпня 2011 року у Шарджі було побудовано перший православний храм в ОАЕ — Церква апостола Пилипа.

## Правителі Шарджі
- Близько 1727—1777 шейх Рашид бін Матар ібн Рахман аль-Касімі
- 1777—1803 шейх Сакр I бін Рашид аль-Касімі
- 1803—1840 шейх Султан бін Сакра аль-Касімі (перший період правління)
- 1840 шейх Сакр бін Султан аль-Касімі
- 1840—1866 шейх Султан бін Сакра аль-Касімі (другий період правління) (помер в 1866)
- 1866—1868 шейх Халід I бін Султан аль-Касімі (помер у 1868)
- 1868—1883 шейх Салім бін Султан аль-Касімі (помер у 1919) — з 1869 спільно з наступним
- 1869—1871 шейх Ібрагім бін Султан аль-Касімі
- 1883—1914 шейх Сакр II бін Халід аль-Касімі (помер у 1914)
- 1914—1924 шейх Халід II бін Ахмад аль-Касімі
- 1924—1951 шейх Султан II бін Сакра аль-Касімі (помер у 1951)
- 1951 шейх Мухаммед бін Сакра аль-Касімі
- 1951—1965 шейх Сакр III бін Султан аль-Касімі (роки життя 1925—1993)
- 1965—1972 шейх Халід III бін Мухаммед аль-Касімі (роки життя 1931—1972)
- 1972 шейх Сакр IV бін Мухаммед аль-Касімі
- 1972—1987 шейх Султан III бін Мухаммед аль-Касімі (перший період правління) (народився у 1939)
- 1987 шейх Абд аль-Азіз бін Мухаммед аль-Касімі (роки життя 1937—2004)
- 1987 — шейх Султан III бін Мухаммад аль-Касімі (другий період правління)

## Галерея

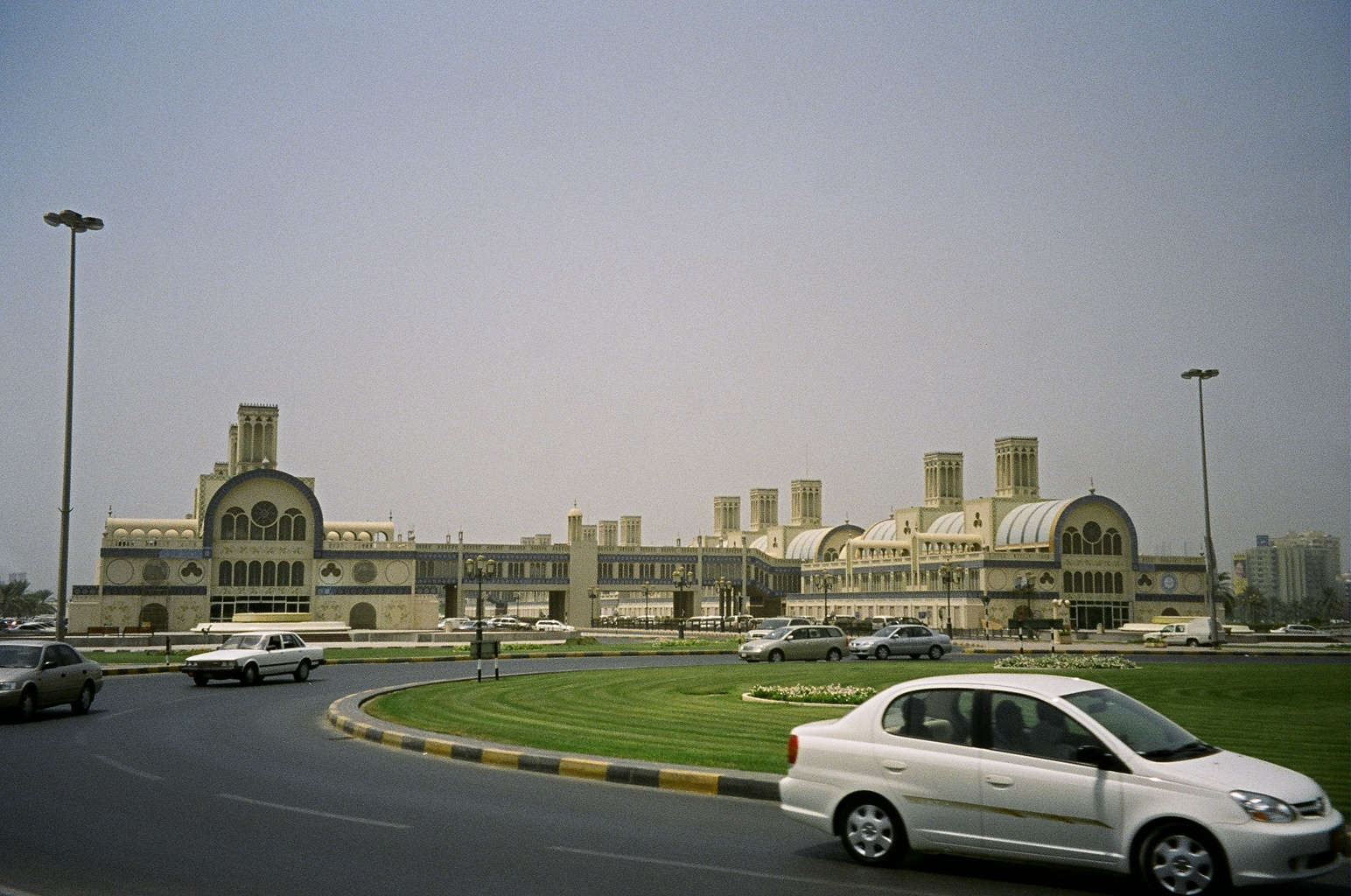
Центральний ринок Шарджі
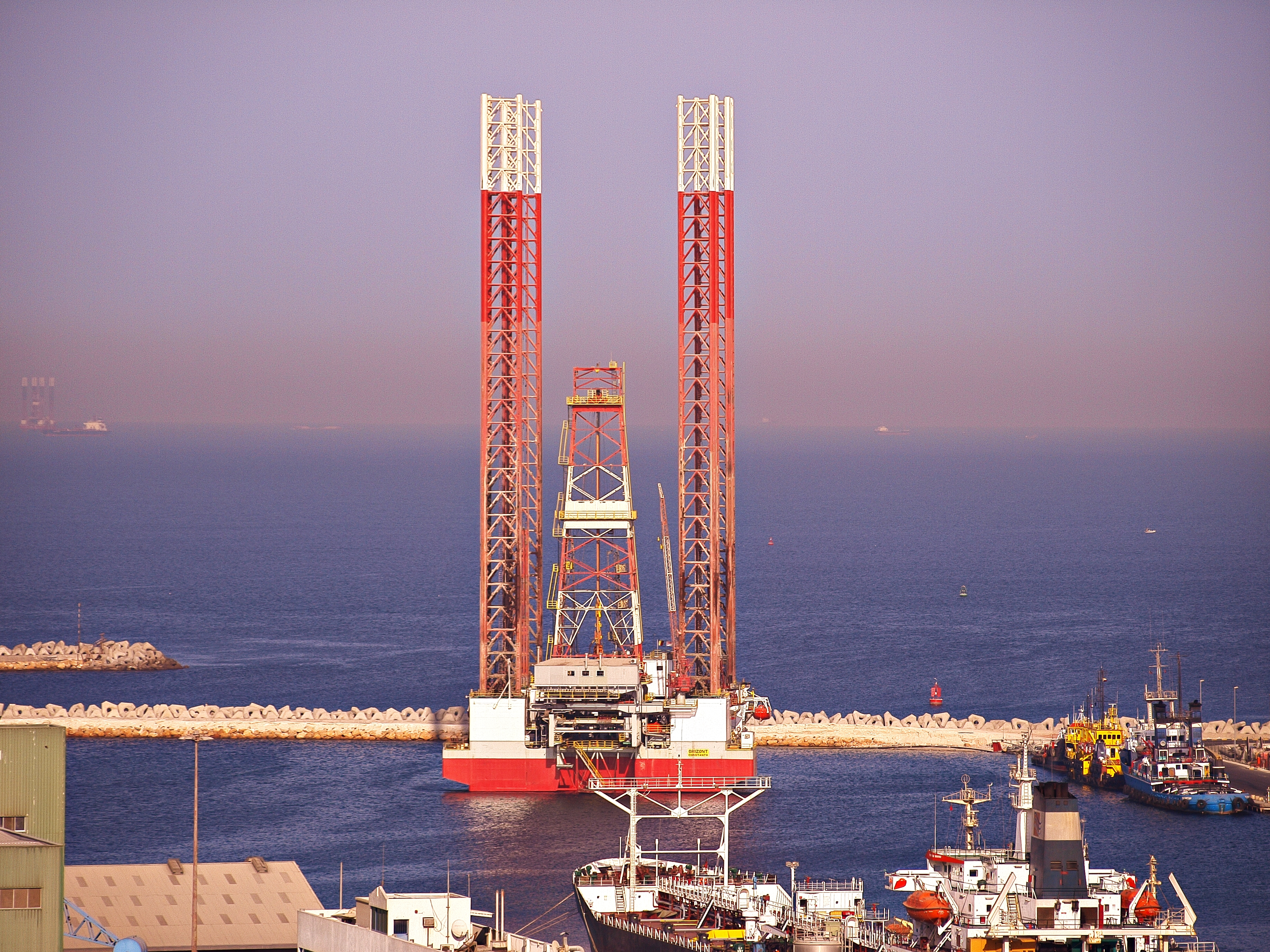
Порт Халід
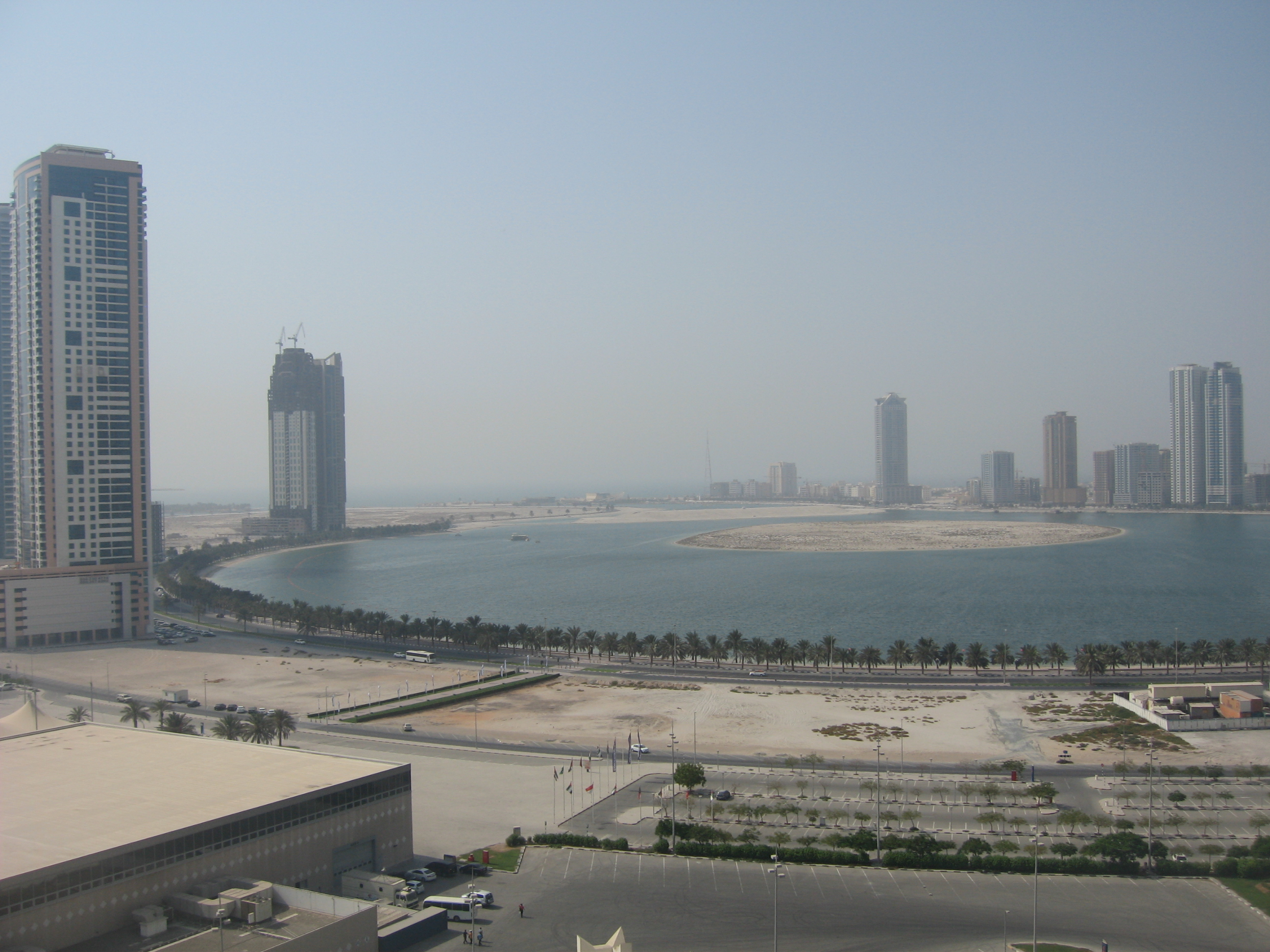
Лагуна Аль-Хан
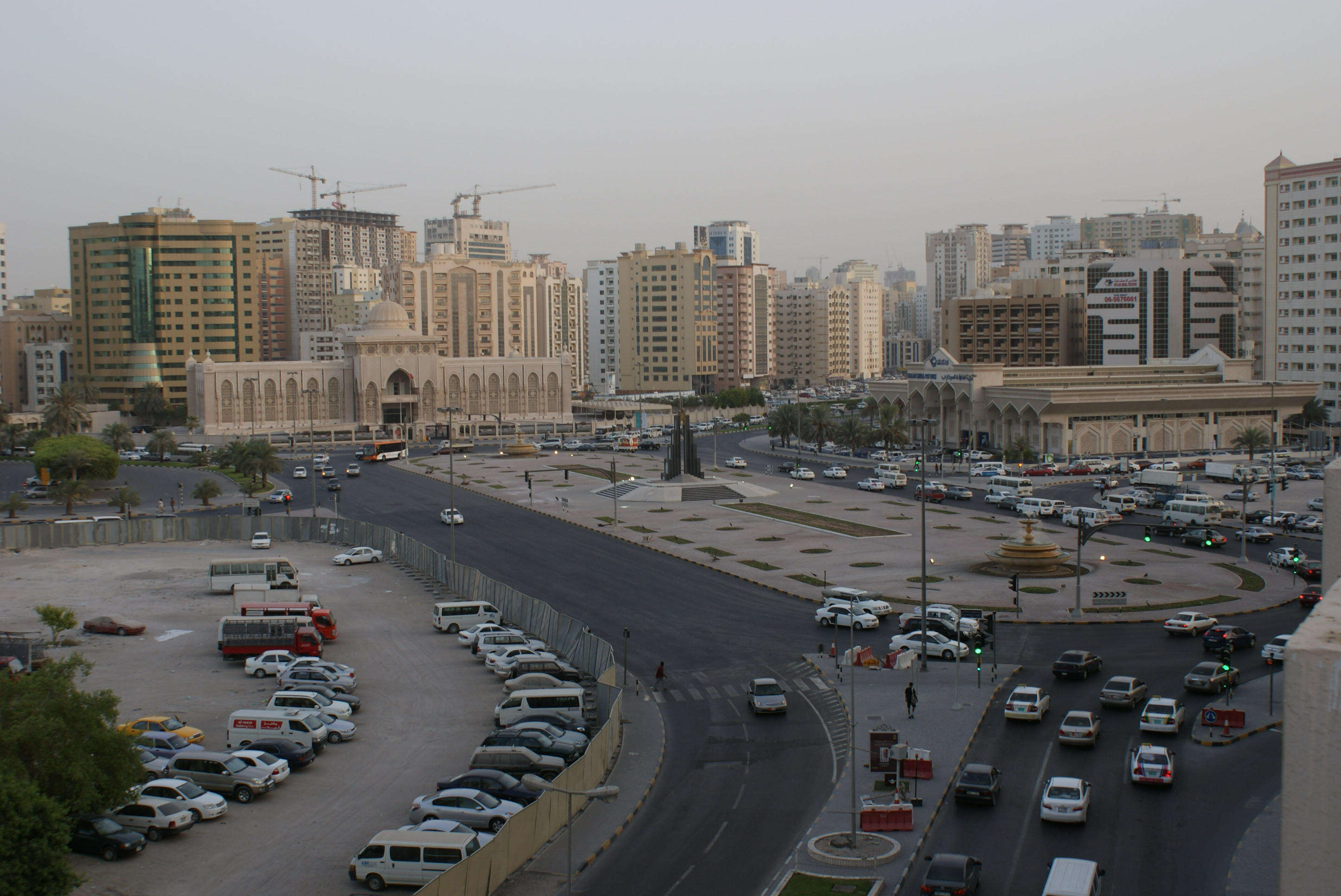
Центр міста Шарджа